# La Guerra Fría
La Guerra Fría (Cold War) es el noveno episodio de la séptima temporada de la serie británica de ciencia ficción Doctor Who, emitido originalmente el 13 de abril de 2013. Se destaca por mostrar el regreso de la raza de los Guerreros de Hielo, que no aparecían en la serie desde 1974.

## Argumento
En un submarino soviético cerca del Polo Norte en 1983 durante la Guerra Fría, un simulacro de ataque nuclear es interrumpido por el profesor Grisenko (David Warner), mientras en la carga del submarino un tripulante comienza a descongelar prematuramente un bloque de hielo que Grisenko piensa contiene un mamut congelado, y es atacado por lo que hay dentro.
El submarino comienza a hundirse mientras la criatura del hielo escapa y lo destruye todo. La TARDIS se materializa dentro del submarino, y Clara Oswald (Jenna Coleman) y el Undécimo Doctor (Matt Smith) salen creyendo que están en Las Vegas. El Doctor convence al capitán Zhukov (Liam Cunningham) para que maniobre el submarino de lado, aterrizando con seguridad y evitando que implosione. Mientras, la TARDIS se desmaterializa inexplicablemente. El Doctor le dice al capitán y su tripulación que Clara y él son viajeros en el tiempo. Entonces encuentran al huido Guerrero de Hielo, el Gran Mariscal Skaldak (Spencer Wilding). El Doctor les convence de que deben mostrarse pacíficos, pero el oficial ejecutivo de la nave, Stepasin (Tobias Menzies), le da una descarga eléctrica por la espalda, dejándole inconsciente al sospechar que no es un alienígena, sino parte de una trama del oeste. Sabiendo que Skaldak buscará venganza por ser atacado, el Doctor y la tripulación le encadenan. El encadenado Skaldak manda una señal de socorro para que otros miembros de su raza vayan a buscarle.
El Doctor convence al capitán Zhukov de que alguien debe hablar con Skaldak para calmarle. Clara se ofrece voluntaria y, aunque a regañadientes, el Doctor le permite ir. Ella le repite a Skaldak las palabras del Doctor, pero él sabe que el Doctor está escuchando. El Doctor informa a Skaldak que lleva metido en el hielo 5000 años. Skaldak lamenta la pérdida de su hija y su gente, sin embargo el Doctor intenta consolarle diciéndole que los Guerreros de Hielo todavía viven, solo que no en la Tierra ni en Marte. Skaldak escapa de su armadura y deja de emitir la señal, creyendo ser el único que queda de su especie. El Doctor supone que, al pensar eso, Skaldak ya no tiene nada que perder y por tanto es más peligroso que nunca.
Skaldak logra agarrar y matar a tres miembros de la tripulación. Sabiendo de la larga Guerra Fría y la doctrina de destrucción mutua asegurada, Skaldak planea usar los misiles nucleares del submarino, para provocar una guerra termonuclear y destruir a la humanidad, en venganza por el ataque de los humanos contra él, ya que bajo el código marciano, la humanidad en conjunto ha declarado la guerra a la raza de los Guerreros de Hielo. Al llegar al puente de mando, logra conectarse a los sistemas de guía de los misiles del submarino y activarlos. El Doctor y Clara intentan persuadir a Skaldak de que muestre misericordia, cuando un rayo atractor comienza a subir el submarino hacia la superficie. Los Guerreros de Hielo han llegado.
Skaldak es transportado a bordo de la nave de los Guerreros de Hielo, pero los misiles siguen armados. Mostrando misericordia, Skaldak desactiva los misiles remotamente. Cuando el destornillador sónico informa al Doctor que la TARDIS ha reaparecido, le informa a Clara de que se ha "relocalizado" automáticamente en el Polo Sur, como parte del H.A.D.S ("Hostile Action Displacemente System", "Sistema de Desplazamiento ante Acción Hostil"). El Doctor admite que lo reactivó por accidente mientras manejaba los controles. Sabiendo que están en el Polo Norte, el Doctor le pide a Zhukov que le lleve hasta la TARDIS.

## Producción

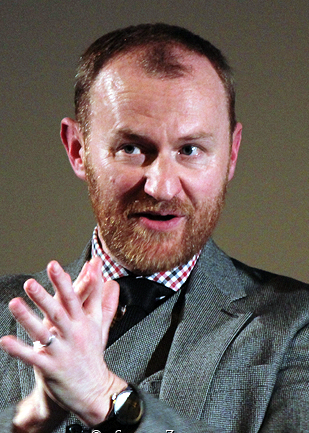
El escritor Mark Gatiss llevaba tiempo pidiendo la vuelta de los Guerreros de Hielo, y llegó con nuevas ideas que finalmente sirvieron para aprobar el episodio.

Los Guerreros de Hielo eran unos villanos bien conocidos de la serie clásica. Aparecieron junto al Segundo Doctor (Patrick Troughton) en The Ice Warriors (1967) y The Seeds of Death (1969), y regresaron en las historias del Tercer Doctor (Jon Pertwee) The Curse of Peladon (1972) y The Monster of Peladon (1974). El showrunner Steven Moffat se había mostrado originalmente reacio a traerlos de vuelta, preocupado porque fueran vistos como «el estándar de lo que la gente identificaba como monstruos basura de Doctor Who - cosas que se movían muy, muy lentamente y hablaban de una forma que no había forma de entender una palabra». Mark Gatiss, sin embargo, era fan de las historias de los Guerreros de Hielo, y llevaba tiempo luchando por traerlos de vuelta. En una conversación telefónica con Moffat supuestamente sobre su otra serie Sherlock, Gatiss le ofreció nuevas y «muy inteligentes ideas» sobre qué hacer con los Guerreros de Hielo, y Moffat accedió. Lo que convenció a Moffat fue el ambiente del submarino y ver la verdadera apariencia de los Guerreros de Hielo debajo del traje. Gatiss pensó que tenían muchos huecos en su línea temporal y que llevaban sin aparecer mucho tiempo, lo que permitía mucho campo libre para explorarlos.
El submarino fue idea de Gatiss; pensó que Doctor Who pedía a gritos ambientarse en un submarino. La productora ejecutiva Caroline Skinner describió como "dejar a un enorme Guerrero de Hielo suelto en el corazón de una película de submarinos al estilo de La caza del Octubre Rojo. Gatiss escogió el periodo temporal porque estaba "un poco obsesionado" con la Guerra Fría, y pensó que hubo muchas veces en los ochenta que el peligro estuvo cerca. Gatiss también describió La Guerra Fría como una "carta de amor" a las historias de base bajo asedio que eran comunes en la era de Troughton; el episodio incluso contiene una referencia al serial de Troughton The Krotons, que fue la última vez que se había mencionado el HADS de la TARDIS.

## Emisión y recepción
Las mediciones nocturnas de audiencia mostraron que 5,73 millones de espectadores vieron el episodio en directo, con un 28,8% de share. La medición definitiva fue de 7,37 millones de espectadores, siendo el quinto programa más visto de la semana en BBC One. La puntuación de apreciación fue de 84.
El episodio recibió generalmente críticas positivas. Dan Martin de The Guardian escribió que La Guerra Fría era "fácilmente el mejor de esta nueva temporada hasta ahora, y la mejor contribución de Mark Gatiss". Alabó la reinvención de los Guerreros de Hielo y pensó que los elementos se unían para formar un algo "tenso, apretado y claustrofóbico pero también lleno de corazón". Geiff Berkshire de Zap2it dijo que La Guerra Fría era mejor que los episodios anteriores de Gatiss La caja tonta y La victoria de los Daleks. Alabó a los actores invitados, pero deseó "que sus personajes hubieran tenido algo más de chicha". Neela Debnath describió la historia como "astuta e inteligente" con "estética y tono cinematográficos".
Patrick Mulkern de Radio Times encontró una inconsistencia con la matriz de traducción de la TARDIS, pero en conjunto fue positivo con la interpretación, el aspecto visual y la historia. Gavin Fuller del Daily Telegraph le dio al episodio 4 estrellas sobre 5, describiéndolo como "bien hecho" y "emocionante". Alabó el decorado y el diálogo, pero pensó que los personajes soviéticos estaban "peligrosamente cerca de ser meras cifras". Morgan Jeffery de Digital Spy le dio al episodio 5 estrellas sobre 5, diciendo que era "fresca y emocionante" pero también tenía un "maravilloso tono de vieja escuela". Escribió que tenía "uno de los mejores repartos invitados que ha tenido Doctor Who desde su regreso en 2005" y también alabó la reintroducción de los Guerreros de Hielo y la calidad de la producción. Alasdair Wilkins de The A.V. Club le dio a La Guerra Fría un Sobresaliente, resaltando la tensa atmósfera, la "nueva y destacada dirección" tomada con los Guerreros de Hielo, la interpretación de los invitados, y la importancia de Clara.
Russell Lewin de SFX le dio a La Guerra Fría 4 estrellas sobre 5, alabando el decorado y la dirección así como al Guerrero de Hielo. Por otro lado, Lewin notó que, como historia de base bajo asedio, no jugó con la forma narrativa o "fue a ninguna parte que no hubiéramos podido predecir", con la excepción del Guerrero de Hielo saliendo de su traje. Mark Snow de IGN le dio al episodio una nota de 8,3 sobre 10. Snow alabó la reintroducción de los Guerreros y calificó a Skaldak como "el villano más memorable del programa en mucho tiempo, gracias a su forma severa y a ratos psicopática de solucionar problemas, y a un entorno que ayudó a hacer el diseño enorme y pesado de la criatura imponente en lugar de risiblemente hortera". Sin embargo, pensó que algunos efectos de Skaldak eran "de una flexibilidad que provocaba risa", y sus motivaciones eran "psicóticamente aleatorias". Emily Asher-Perrin de Tor.com fue más crítica con el episodio, apuntando que ocurrió poco. Calificó el timo de "descuidado" y encontró que Skaldak no era un enemigo interesante.